# المنثور و المنظوم
المنثور و المنظوم اثری از ابن طیفور دربردارندهٔ گزیده‌ای از آثار نظم و نثر بوده‌است. ابن ندیم گزارش می‌کند این کتاب ۱۴ بخش بوده که تا زمان او بیش از ۱۳ بخش دردسترس نبوده‌است. دست‌نویس بخش‌های ۱۱، ۱۲ و ۱۳ اکنون موجود است. بخش ۱۱ با نام بلاغات النساء چاپ شده‌است. چهار رساله‌ای که خود ابن طیفور از این اثر نوشته، زکی صفوت در جمهرة رسائل العرب به چاپ رسانده‌است. همچنین رساله‌ای از ابن مقفع با نام الیتیمة توسط محمد علی کرد استخراج و در رسائل البلغاء منتشر شده‌است.